# Acme Sportsman
 (août 2014).
Si vous disposez d'ouvrages ou d'articles de référence ou si vous connaissez des sites web de qualité traitant du thème abordé ici, merci de compléter l'article en donnant les références utiles à sa vérifiabilité et en les liant à la section « Notes et références ».
La désignation Sportsman a été donné à deux avions différents construits par Acme Aircraft Corp.

## Biplan
Biplan biplace à moteur Wright-Gypsy de 85 ch construit en 1928. L'unique prototype [C44N] a figuré sur les registres aéronautiques soit comme Acme Biplane soit comme Acme Sportsman pour une raison inconnue.

## Model 21 Sportsman
Dessiné par Edward Stalker, de l’Université du Michigan, ce biplace de sport à postes ouverts, monoplan parasol à ailes repliables, a effectué son premier vol le 2 octobre 1929. Deux exemplaires furent construits avec moteur Velie M-5 de  55 ch. Le premier [X152E] fut porté sur les registres aéronautiques comme Acme Para-monoplane. Le second [NC13622], remotorisé avec un Kinner K-5 de 100 ch, fut lui rebaptisé Smith O par son propriétaire. Un de ces deux appareils (probablement le premier) fut également porté sur les registres comme [NC3028] avec un moteur Szekely de 45 ch.